# Lijst van burgemeesters van Driewegen
Dit is een lijst van burgemeesters van de voormalige Nederlandse gemeente Driewegen tot die gemeente in 1970 opging in de gemeente Borsele.
| Ambtsperiode | Naam burgemeester                                            | Partij of stroming | Bijzonderheden                                                                                                  |
| ------------ | ------------------------------------------------------------ | ------------------ | --- |
| 18?? - 1840  | Giljaam (G.) Nijsse                                          |                    | |
| 1840 - 1867  | M. Nijsse                                                    |                    | tevens burgemeester van Ellewoutsdijk (1853-1867)                                                               |
| 1867 - 1874  | C. de Fouw                                                   |                    | tevens burgemeester van Ovezande (1853-1874), Nisse (1853-1874) en Ellewoutsdijk (1867-1874)                    |
| 1874 - 1878  | jhr. mr. Meijnart Johan de Marees van Swinderen              |                    | Tevens burgemeester van Ovezande en Nisse                                                                       |
| 1878 - 1920  | Dirk (D.) Mulder                                             |                    | tevens burgemeester van Ovezande en Nisse, eerder burgemeester van Breskens                                     |
| 1920 - 1936  | Lambertus Willem Barend Anne Mulder                          |                    | tevens burgemeester van Ovezande (1920-1936), eerder burgemeester van 's-Heer Abtskerke; zoon van voorganger    |
| 1936 - 1941  | George Marinus Cornelis Ort                                  | NSB                | later burgemeester van Maassluis                                                                                |
| 1941 - 1945? | Ton (A.J.M.) Elkhuizen                                       |                    | waarnemend, tevens burgemeester van Ovezande (1939-1950)                                                        |
| 1946 - 1955  | David (D.) Thomassen à Thuessink van der Hoop van Slochteren | CHU                | tevens burgemeester van Ellewoutsdijk, later burgemeester van Bennebroek                                        |
| 1956 - 1970  | Dimmen (D.) Lodder                                           |                    | tevens burgemeester van Ellewoutsdijk (1956-1970) en Borssele (1966-1970), later burgemeester van 's-Gravendeel |